# خلص (المندسة)
خلص، قرية من قرى منطقة المدينة المنورة في السعودية. تقع في شمال المدينة المنورة في المندسة.